# Роботбой
„Роботбой“ (на английски: Robotboy) е анимационен сериал. Излъчването му е от 28 декември 2005 г. до 27 септември 2008 г. Включва 4 сезона с общо 52 епизода (104 сегмента).

## Герои
- Роботбой – Роботбой е боен свръхробот с три различни режима: неактивен, активиран и суперактивиран. Освен че е изключително силен и почти неразрушим, Роботбой има вграден емоционален чип, който го кара да мисли и чувства като всяко истинско момче. Докато е суперактивиран, не може да говори.
- Томи – 10-годишният Томи Търнбул е умен, чувствителен и симпатичен. Той е най-добрият приятел на Роботбой и негов ментор. Опитва се да представи на Роботбой света такъв, какъвто се вижда през очите на едно обикновено дете.
- Аугустъс „Гас“ Търнър – Гас, познат още като Джи-мен, е егоист с наднормено тегло и слаба воля. Редовно сам става жертва на шегите, които е замислил на другите. Въпреки това е най-добрият приятел на Томи.
- Лола – 10-годишната Лола е уверена, образована и интелигентна дъщеря на заможен африкански дипломат. Тя е тайно влюбена в Томи и ще бъде съкрушена, ако той някога разбере за това.
- Доктор Камикадзи – Доктор Камикадзи е посредствен лекар и също толкова впечатляващ злодей. Този странен дребосък е решен да превърне планетата Земя в своя собствена империя – Казиланд. Целта му е да отвлече Роботбой, да го изкопира и да създаде армия от супер роботи, която да му помогне да завладее света.
- Константин – Последовател номер едно на Доктор Камикадзи е Константин. Тромавият гигант само изглежда страшен, но всъщност е доста нежен и чувствителен злодей. Пада си романтик и е способен да се разплаче дори в киното.
- Професор Мошимо – световноизвестен учен и създателят на Роботбой, Протобой и Роботгърл.
- Протобой – прототипен робот, създаден от Мошимо, когато е бил млад и откраднат от младия Камикадзи, правейки го твърде зъл, за да може да го управлява. Подобно на Роботбой, може да се суперактивира. За разлика от Роботбой, може да говори, докато е суперактивиран.
- Роботгърл – женската версия на Роботбой, също създадена от професор Мошимо с първоначален замисъл да прави компания на Роботбой, докато той е в къщата му. Появява се в два епизода – „Роботгърл“ (сезон 2) и „Завръщането на Роботгърл“ (сезон 4).
- Бьорн Бьорнсън – наричащ себе си „дете гений“, той е създал себеподобен боен робот, наречен „Братът Бьорн“ или „БьорнБот“ и с когото иска да унищожи Роботбой, за да може неговото творение да остане най-силният робот на света. БьорнБот също може да се суперактивира, подобно на Роботбой.

## „Роботбой“ в България
Премиерното излъчване за България стартира на 1 октомври 2009 г. по Cartoon Network, всеки ден от 08:35 и 16:05, а от 2 ноември се излъчва всеки уикенд в същите часове. Дублажът е синхронен, продукция на студио „Доли“.Приключва през 2017 г. 
- Преводачи – Антонина Иванова, Тония Микова, Милена Сотирова
- Режисьор на дублажа – Даниела Горанова
- Тонрежисьори – Цветелина Цветкова, Иван Андреев, Ясен Пенчев, Илиан Апостолов
- Озвучаващи артисти – Лина Шишкова, Йорданка Илова, Боряна Йорданова, Елена Русалиева, Христо Бонин, Петър Бонев, Явор Гигов, Лъчезар Стефанов, Любомир Фърков, Явор Караиванов, Иван Велчев, Стоян Цветков

На 27 декември 2009 г. сериалът, преведен като „Момчето робот“, започва по БНТ 1 всяка неделя в часове като 07:05, 07:10, 07:20 или 07:35. В дублажът участват Христо Бонин, Симеон Владов и Живка Донева.